# Dudelange Haard
Dudelange Haard este o arie protejată (arie specială de conservare — SAC, sit de importanță comunitară — SCI, arie de protecție specială avifaunistică — SPA) din Luxemburg întinsă pe o suprafață de 660,45 ha, integral pe uscat.

## Localizare
Centrul sitului Dudelange Haard este situat la coordonatele 49°28′05″N 6°03′24″E / 49.4681°N 6.0567°E.

## Înființare
Situl Dudelange Haard a fost declarat sit de importanță comunitară în octombrie 1998 pentru a proteja 30 de specii de animale. Alte tipuri de protecție:
- arie de protecție specială avifaunistică (în ianuarie 2004)[3]
- arie specială de conservare (în noiembrie 2009)[2][4][5]

## Biodiversitate
Situată în ecoregiunea continentală, aria protejată conține 11 habitate naturale: Ape stătătoare oligotrofe până la mezotrofe, cu vegetație de Littorelletea uniflorae și/sau de Isoëto-Nanojuncetea, Pajiști carstice calcaroase sau bazofile, de Alysso-Sedion albi, Pajiști uscate seminaturale și facies de acoperire cu tufișuri pe substraturi calcaroase (Festuco-Brometalia) (* situri importante pentru orhidee), Fânețe de joasă altitudine (Alopecurus pratensis, Sanguisorba officinalis), Izvoare petrifiante cu formare de travertin (Cratoneurion), Grohotișuri medio-europene calcaroase, de la nivel colinar și montan, Peșteri inaccesibile publicului, Păduri de fag Asperulo-Fagetum, Păduri de fag din Europa Centrală dezvoltate pe sol calcaros cu Cephalanthero-Fagion, Păduri pe pante, grohotișuri și ravene de Tilio-Acerion, Păduri aluvionare cu Alnus glutinosa și Fraxinus excelsior (Alno-Padion, Alnion incanae, Salicion albae).
La baza desemnării sitului se află mai multe specii protejate:
- păsări (22): uliu porumbar (Accipiter gentilis), ciocârlie-de-câmp (Alauda arvensis), fâsă-de-câmp (Anthus campestris), fâsă de pădure (Anthus trivialis), cucuvea (Athene noctua), buha (Bubo bubo), caprimulg (Caprimulgus europaeus),  prundaș gulerat mic (Charadrius dubius), ciocănitoarea de stejar (Dendrocopos medius), ciocănitoare neagră (Dryocopus martius), șoim călător (Falco peregrinus), capîntortură (Jynx torquilla), sfrâncioc roșiatic (Lanius collurio), ciocârlie de pădure (Lullula arborea), pietrar sur (Oenanthe oenanthe), viespar (Pernis apivorus), codroșul de pădure (Phoenicurus phoenicurus), pitulice sfârâitoare (Phylloscopus sibilatrix), pitulice-fluierătoare (Phylloscopus trochilus), ciocănitoare verzuie (Picus canus), ciocănitoarea verde (Picus viridis), sitar de pădure (Scolopax rusticola)
- amfibieni (1): izvoraș-cu-burta-galbenă (Bombina variegata)
- mamifere (4): liliac cu urechi mari (Myotis bechsteinii), liliac cărămiziu (Myotis emarginatus), liliac comun (Myotis myotis), liliacul mare cu potcoavă (Rhinolophus ferrumequinum)
- nevertebrate (3): fluturele-tigru (Callimorpha quadripunctaria), fluturele auriu (Euphydryas aurinia), fluturele purpuriu (Lycaena dispar)

Pe lângă speciile protejate, pe teritoriul sitului au mai fost identificate 4 specii de plante, 4 specii de mamifere, 13 specii de nevertebrate.